# SOM (missile)
Pour les articles homonymes, voir SOM.
Le SOM (Satha Atılan Orta Menzilli Mühimmat) est un missile de croisière de nouvelle génération qui peut être lancée depuis le sol, l'air ou la mer mise au point par l'Institut national turc de défense, TÜBİTAK SAGE (en). Il a été inauguré publiquement le 4 juin 2011 sur la base aérienne de Çiğli près de Smyrne, à l'occasion du centenaire de l’Armée de l'air turque. Il était en développement depuis 2006, et constitue la première arme de conception turque pour détruire aussi bien les cibles statiques que mobiles au-delà de 180 km,. Bien que l'institut militaire TÜBİTAK SAGE conserve la propriété industrielle du missile, les autorités turques ont confié sa production à la Société Roketsan pour l'exportation.

## Description
Le missile à moyenne portée SOM se rattache à la famille des armes de précision de type « tire et oublie », destinée aux cibles tant terrestres que navales. Il est pour l'essentiel guidé par GPS, mais complété par une centrale de navigation inertielle et un modèle de reconnaissance terrain radar, ce qui permet au missile de virevolter au-dessus du sol pour semer les batteries défensives ennemies. Selon ses concepteurs, son aérodynamique est supérieure à celle des missiles existants, et l'emploi de matériaux composites a permis d'alléger le radar embarqué et de réduire son maître-couple. Un système de reconnaissance infrarouge permet en fin de vol d'identifier la cible en se référant à sa signature thermique, chargée dans une base de données embarquée, et informée par recueil de cibles analogues. Ce même système peut servir au recueil en vol de clichés de terrain et de données de trajectoire pour mettre à jour le système de navigation ; de sorte que, même en cas de déni de service au GPS, le missile peut retrouver ses propres balises grâce aux mises à jour des données infrarouges du terrain. Le missile comporte un port de communication bidirectionnel qui permet de modifier le plan de vol en direct,,.
La géométrie du fuselage a été spécialement conçue pour s'adapter aux soutes du Joint Strike Fighter. Le missile SOM est destiné à frapper les cibles militaires camouflées et peu accessibles, comme les postes de commande et de contrôle ennemis, les bases de lancement de missiles SAM, les avions au sol et les bâtiments de surface.

## Développement

### Essais
Le missile a réussi son premier vol guidé le 9 août 2011 au-dessus de la mer Noire, en frappant sa cible après plus de 100 milles nautiques grâce à son guidage GPS/INS. L'institut national Tübitak prévoyait de régler les caractéristiques de détail par un programme de 30 tirs, mais la livraison du premier stock de missiles à l'armée de l'Air turque n'aurait eu lieu que fin 2011, repoussant la fin des essais au premier semestre de l'année suivante,,.

### Portée
Alors que la portée initiale du missile aurait dû être de 100 milles nautiques, l'annonce par le premier ministre Erdoğan, lors du plenum du Conseil National de la Recherche Scientifique, d'une extension de portée à 2 500 km le 20 décembre 2011, a relancé les débats dans la presse turque. Peu après, le directeur de TÜBİTAK, Yücel Altınbaşak, a confirmé qu'il avait reçu la mission d'augmenter la portée du missile à 2 500 km sous 2 années. « Le missile SOM, a-t-il dit, est testé actuellement pour des tirs à 300 km et a atteint ses objectifs avec une précision de 10 m, et une précision moyenne de 5 m en tir réel. Nous programmons une série de tirs à 500 km cette année. La portée sera étendue progressivement à 1 500 km et finalement à 2 500 km en 2014,. »

### Collaboration dans le cadre du programme F-35 Lightning II
Le 24 octobre 2014, Roketsan et Lockheed Martin ont signé un accord de partenariat en vue de produire, d'adapter et de commercialiser conjointement une nouvelle variante du missile SOM, dite « SOM-J » afin de permettre son embarquement dans les soutes du F-35,,,,.
Un programme de certification en cours doit permettre l'emploi du missile SOM à la fois sur les F-35 Lightning II de l'Armée de l'air turque et ceux, alliés, de l'OTAN,. Le vice-président  exécutif de Lockheed Martin Missiles and Fire Control, Rick Edwards, a déclaré que le missile SOM développé par Roketsan est déjà très avancé et efficace contre les centres de tir, les batteries de missile sol-air, les avions au sol et les bâtiments de surface.

## Production
Le 26 octobre 2018, les responsables de l'industrie de défense turque ont annoncé que le missile entrait dans sa phase de production en série chez Roketsan.

## Clients
- Turquie: le missile SOM équipe les appareils F-16 Fighting Falcon (CCIP et Block 50) de l'armée turque, produits sous licence par TAI, et équipera des F-4E[17],[18] en 2020. On estime qu'à ce jour, plus de 495 SOM ont été commandés dans le cadre de deux contrats distincts (80+415)[19].
- Azerbaïdjan: l'armée de l'Air de l'Azerbaïdjan a annoncé publiquement[20] qu'elle avait acheté des missiles SOM à Roketsan.